# Пектораль из кургана Толстая Могила

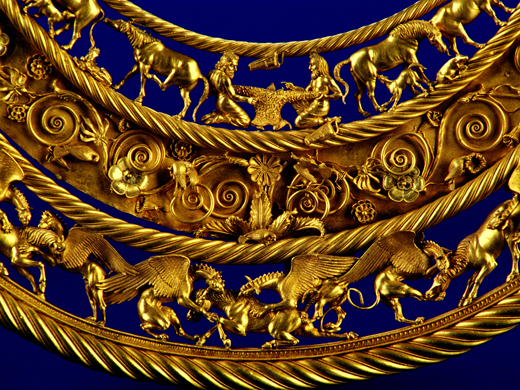
Фрагмент Пекторали (центральная часть)

Пектораль из кургана Толстая Могила (укр. Пектораль із кургану Товста Могила) — золотая царская пектораль IV века до нашей эры. 
Пектораль была обнаружена 21 июня 1971 года во время археологических исследований захоронения в кургане Толстая Могила (Днепропетровская область, Украина). Руководитель экспедиции — Б. Н. Мозолевский, заместитель руководителя — Е. В. Черненко. Считается, что пектораль была изготовлена греческими мастерами-ювелирами по заказу знатных скифов. Хранится в киевском Музее исторических драгоценностей Украины и относится к Историческому фонду драгоценных металлов и драгоценных камней Украины. Экспедиция обнаружила многочисленные золотые украшения в двух погребальных камерах, среди которых была и пектораль. Она и железный меч в ножнах с обложенной золотом рукоятью находились в коротком коридоре — дромосе, который соединял погребальную камеру с входной ямой. Масса золотой пекторали — 1140 г, диаметр — более 30 см. Ювелирные техники, которые использовались для её изготовления: литьё по восковой модели, волочение, скань, пайки, эмалирования.

## Описание
Золотая пектораль из Толстой Могилы считается непревзойдённым шедевром эллино-скифского искусства. Пектораль имеет форму полумесяца, её композиция состоит из трёх ярусов, разделённых двумя достаточно толстыми полыми трубками, оформленными в виде витого каната, украшенными псевдозернью. Ещё две такие же трубки обрамляют пектораль сверху и снизу. В верхнем ярусе представлено несколько отдельных сцен со скифами и домашними животными. В центре — двое полуобнаженных мужчин держат в руках растянутую шкуру животного, похожую на овечью. Слева и справа изображены лошади с жеребятами и коровы с телятами, за ними находятся фигуры скифских слуг, один из которых доит овцу, а другой — корову, держа в руках соответственно лепной горшок и небольшую амфору. В среднем ярусе представлены флористические мотивы — среди побегов растений и цветов находятся фигурки птиц. В нижнем ярусе изображены анималистические сцены охоты и терзания фантастических грифонов и реальных диких зверей.
Верхний и нижний фризы пекторали кружевные, фигурки людей и животных на них выполнены в технике литья по утерянной восковой модели. Это почти полностью объёмные скульптурки, плоские только с внутренней стороны. Средний фриз расположен на фоне тонкой золотой имеющей вид полумесяца пластины, припаянной к двум средним полым трубкам. Объёмные фигурки птиц прикреплены с помощью штифтов среди цветов, лепестки которых покрыты цветной эмалью.
Концы трубок в верхней части пекторали соединены плоскими трапециевидными обоймами с тремя орнаментальными лентами (похожие на лотос цветы и многолучевые пальметты, овы и узкая витая косичка). К ним с помощью штифтов прикреплены наконечники-застежки в виде львиных голов и коротких лент сложного плетения, с двух сторон вставленных в две прямоугольные обоймы. Верхние из них украшены цветами лотоса с многолучевыми пальметтами, нижние — лентой из цветов. К львиным пастям припаяно по одному кольцу.
Есть несколько версий-интерпретаций изображаемых мотивов. По некоторым — на пекторали изображены бытовые сцены из жизни скифов. По другим — скифская легенда о Золотом руне и двух братьях, отправившихся на его поиски.
Копия пекторали используется как театральная премия «Киевская пектораль». Копия также установлена в Донецке в Театральном сквере как часть скифской композиции.

## Фигуры на пекторали

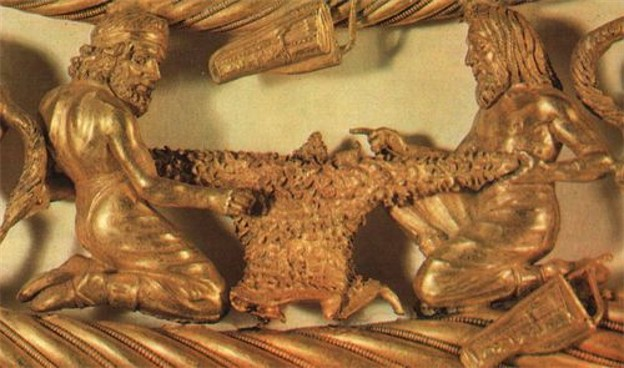
Скифы с руном
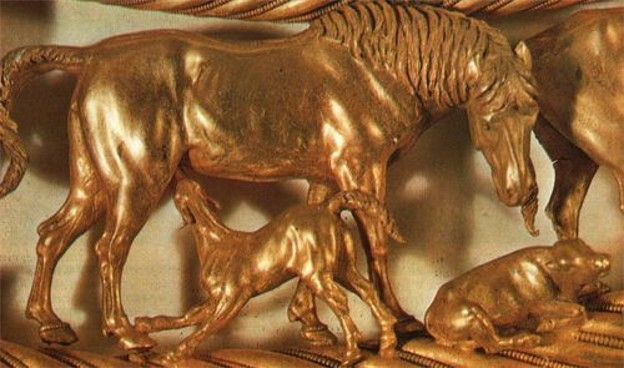
Лошадь с жеребенком
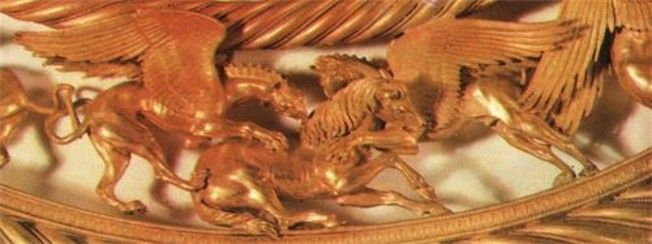
Грифоны нападают на лошадь
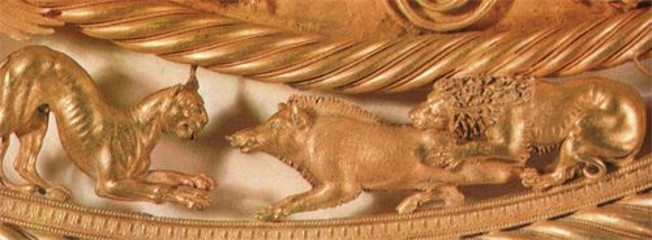
Львы нападают на кабана
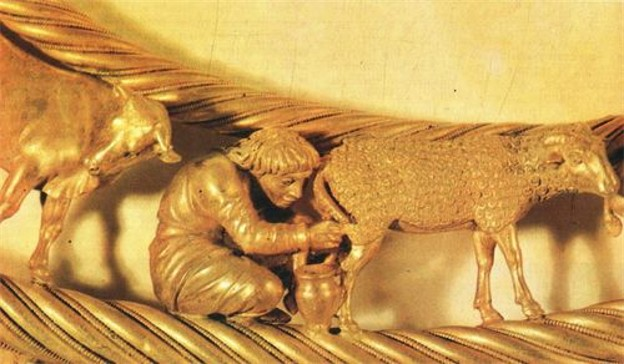
Доение овцы
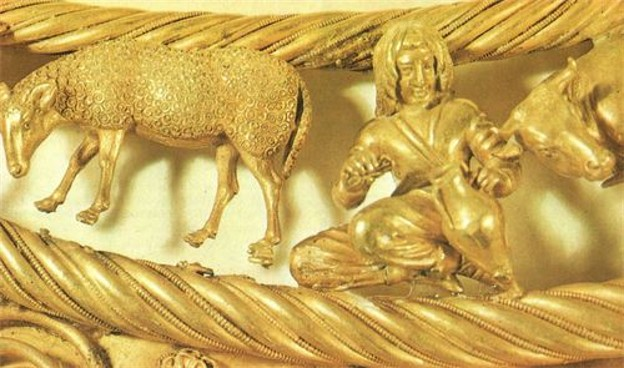
Овца и скиф с амфорой
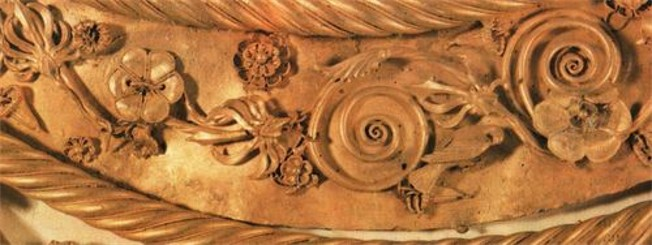
Растительный орнамент
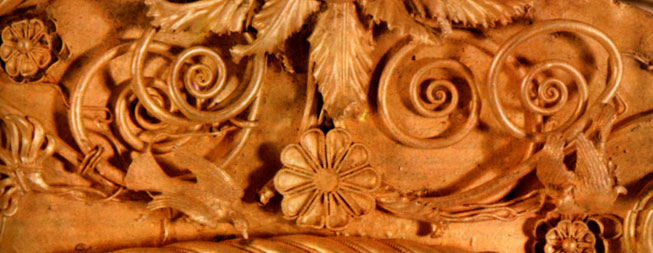
Растительный орнамент

## Пектораль на различных изображениях

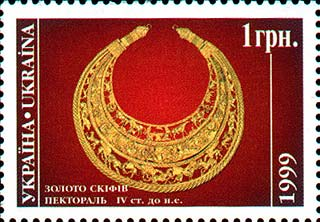
Почтовая марка Украины, серия «Золото скіфів», 1999 г.
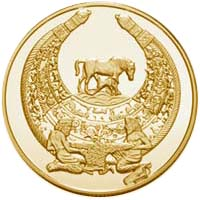
Памятная монета Украины «Пектораль[укр.]», золото, номинал 100 гривен, реверс, серия «Духовные сокровища Украины[укр.]», 2003 г.
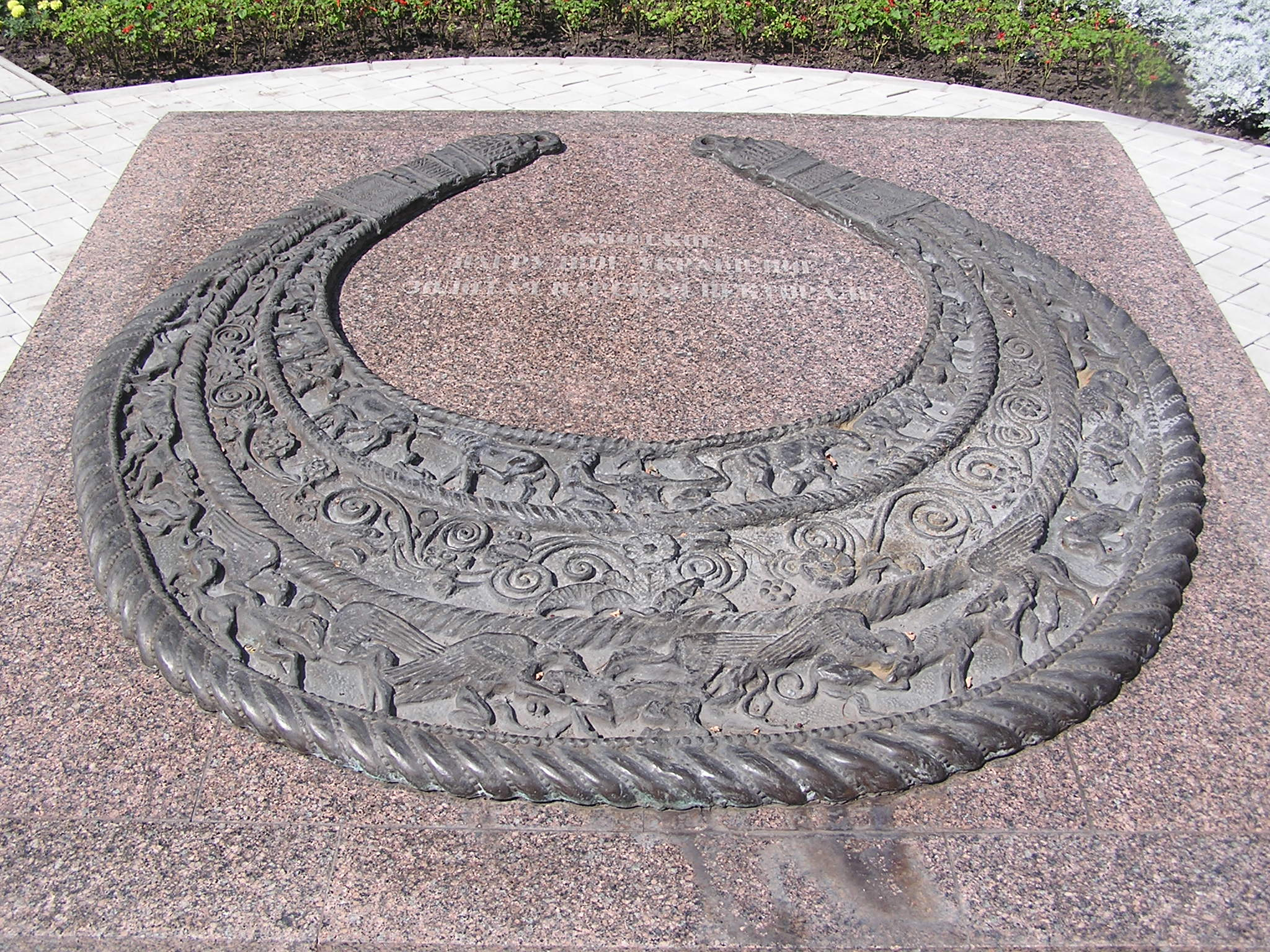
Скифская композиция в Донецке
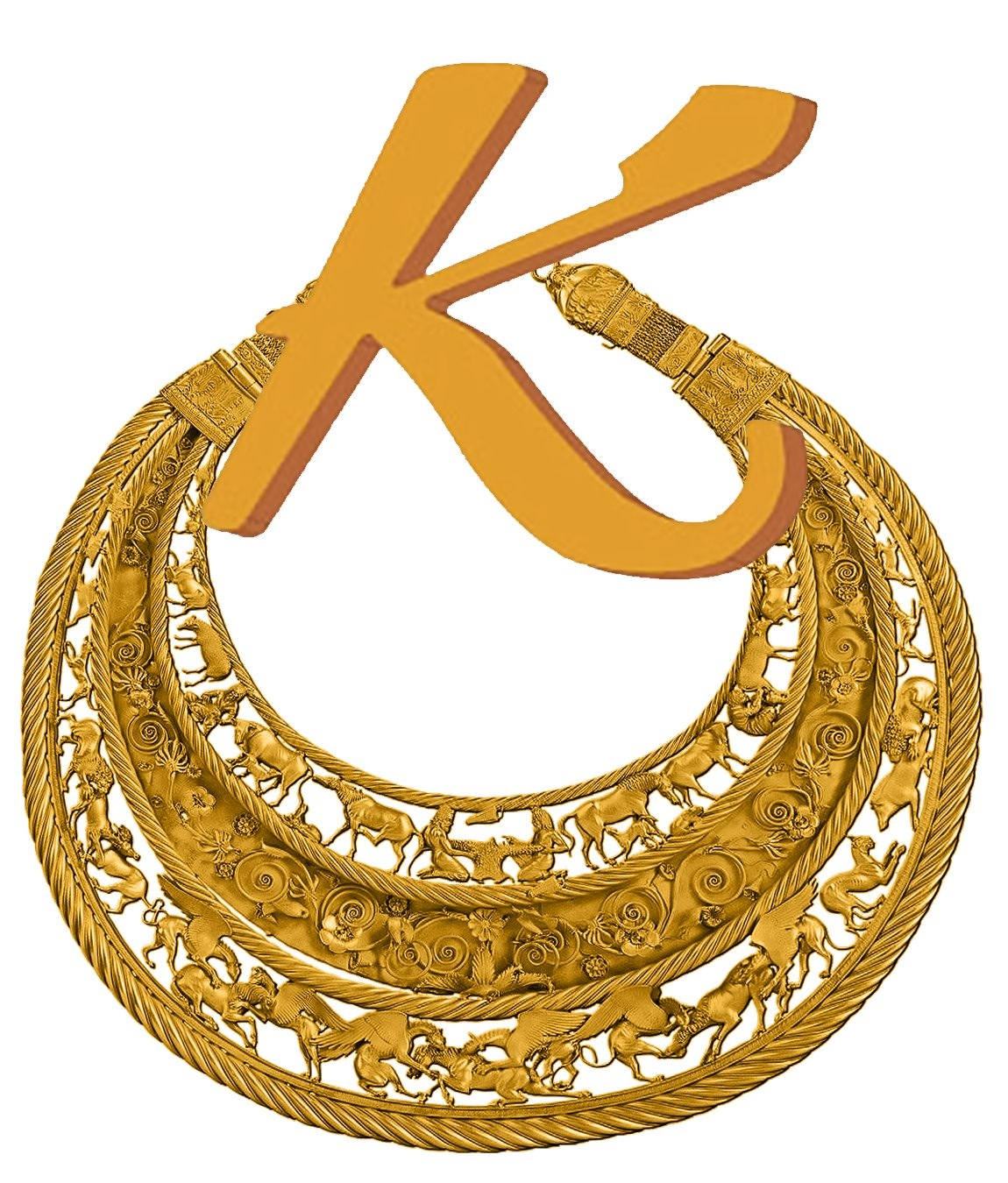
Логотип украинского телеканала «Культура» в 2002—2017 годах